# إيل شنايدر
إيل شنايدر (بالإنجليزية: Elle Schneider)‏ هي مصورة سينمائية ومخرجة أمريكية، ولدت في 11 نوفمبر 1985 في نيويورك في الولايات المتحدة.

## وصلات خارجية
- إيل شنايدر على موقع IMDb (الإنجليزية)
- إيل شنايدر على موقع قاعدة بيانات الفيلم (الإنجليزية)
- إيل شنايدر على موقع كينوبويسك (الروسية)